# Atriplex polycarpa
Atriplex polycarpa är en amarantväxtart som först beskrevs av John Torrey, och fick sitt nu gällande namn av Sereno Watson. Atriplex polycarpa ingår i släktet fetmållor, och familjen amarantväxter. Inga underarter finns listade i Catalogue of Life.

## Bildgalleri

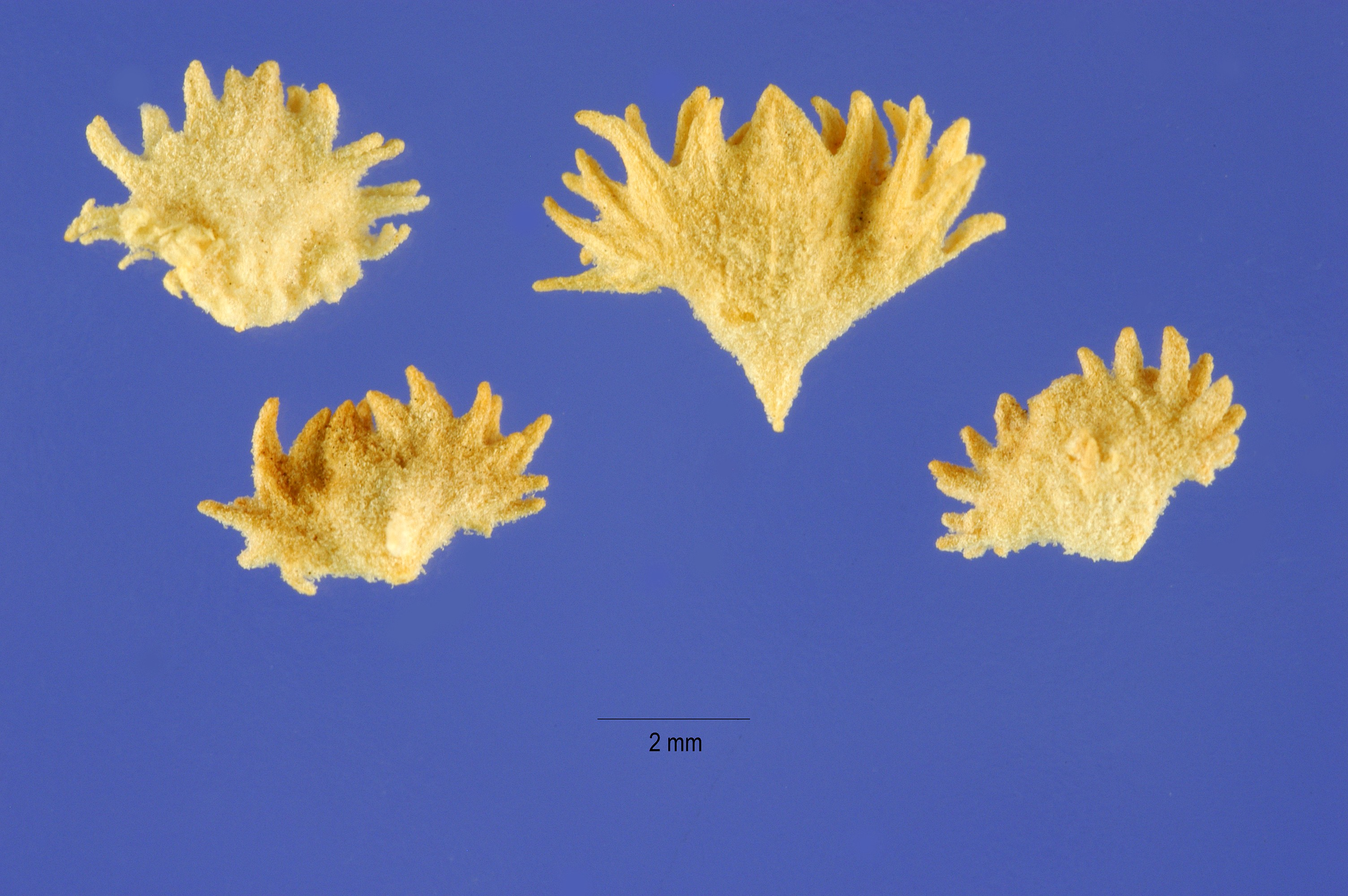